# Башир Гамфріс
Башир Гамфріс (англ. Bashir Humphreys, нар. 15 березня 2003, Ексетер, Англія) — англійський футболіст угандійського походження, центральний захисник лондонського «Челсі».
На правах оренди грає в клубі «Бернлі».

## Ігрова кар'єра

### Клубна
Башир Гамфріс почав займатися футболом в академії клубу «Редінг». Пізніше він приєднався до лондонського «Челсі», з яким в 2019 році підписав молодіжний контракт.
Перший професійний контракт Гамфріс підписав з клубом в жовтні 2021 року. Кілька разів футболіст знаходився в резерві на матчі першої команди «Челсі». Дебют Гамфріса в основі відбувся 8 січня 2023 року у матчі Кубка Англії проти «Манчестер Сіті».
Другу частину сезону 2022/23 Гамфріс провів в оренді в клубі Другої Бундесліги Німеччини «Падерборн 07». Влітку футболіст повернувся до «Челсі» і одразу був відправлений в річну оренду в «Свонсі Сіті». Сезон 2024/25 захисник також почав в «Бернлі» на правах оренди.

### Збірна
У 2022 році в складі збірної Англії (U-19) Башир Гамфріс став переможцем юнацького чемпіонату Європи, що проходив на полях Словаччини.
Також в складі збірної Англії (U-20) Гамфріс брав участь у молодіжному чемпіонаті світу 2023 року в Аргентині.

## Титули
Англія (U-19)
 Чемпіон Європи: 2022